# Agate (essai nucléaire)
Pour les articles homonymes, voir Agate (homonymie).
Agate est le cinquième essai nucléaire et le premier essai nucléaire souterrain de la France. D'une puissance de 10 kt, il a eu lieu le 7 novembre 1961 à In Ecker, au nord de Tamanrasset, dans le Sahara français. L'explosion fut parfaitement confinée à l'intérieur de la galerie creusée dans la montagne du Taourirt Tan Afella au sein du massif du hoggar.

## Localisation
Le consentement des autorités algériennes fut donné pour 13 essais dans des galeries entre novembre 1961 et février 1966. In Eker se trouve à environ 150 km au nord de Tamanrasset : il est aménagé à partir de 1961 et un aérodrome est construit au nord-est d'In Amguel, entre le village targui de In-Amguel et le puits d'In Eker, dont le fort était alors contrôlé et occupé par des gendarmes français. Une base mixte CEA-DAM/armée dite « Oasis 1 » est alors construite de manière à ne pas être visible de la route à quelques kilomètres à l'est du Tan Afella. Après l'accident de Béryl lors de l'essai nucléaire suivant, la basse « Oasis 1 » sera transférée vers la base « Oasis 2 », à mi-chemin d'In Amguel, plus éloignée de la future zone contaminée.
L'essai Agate est tiré le 7 novembre 1961 au point 24° 03′ 25,5″ N, 5° 03′ 07,6″ E
,,,,. L'engin est placé au fond du tunnel E1, dans la sous division T11,.